# 풍무택
풍무택(馮無擇, ? ~ 기원전 185년)은 전한 초기의 관료이다.

## 행적
여택의 낭중(郞中)으로써 고제를 따라 풍(豊) 땅에서 거병하여, 옹구(雍丘)를 치고 항우를 공격하여 힘써 싸웠다. 여택을 따라 형양(滎陽)에 출병하여 공을 세웠다.
고후 원년(기원전 187년) 4월, 고후는 여씨 일족을 제후로 봉하기 위하여 손을 썼다. 이때 낭중령 풍무택은 박성후(博成侯)에 봉해졌다.

## 출전
- 사마천, 《사기》
  - 권9 여태후본기
  - 권19 혜경간후자연표

| 전임 진평 | 전한의 낭중령 (기원전 187년 4월 당시) | 후임 가수 |

| 선대 (첫 봉건) | 전한의 박성후 기원전 187년 4월 을유일 ~ 기원전 185년 | 후대 아들 풍대 |